# 박광민
박광민(한국 한자: 朴光民, 1982년 5월 14일 ~ )은 대한민국의 전직 축구 선수이다. 현역 시절 포지션은 공격수, 미드필더였다.